# Iron Fish
The Iron Fish hette en brittisk tecknad äventyrsserie för ungdomar som först dök upp i serietidningen Beano (utgiven av DC Thomson) 1949. Den handlade om de två unga tvillingarna Danny och Penny Gray som upplevde allahanda äventyr i två avancerade mini-ubåtar uppfunna och konstruerade av deras far.
1981 dök en ny version av serien upp i tidningen Buddy. Seriens premiss var fortfarande densamma, men nu hette huvudpersonen Danny Boyle. Det har spekulerats att Boyle kan vara barn eller barnbarn till Danny eller Penny och ärvt ubåtstekniken av dem.